# Julia Lovell
Julia Lovell (n. 1975) es una escritora, traductora y sinóloga británica, ganadora del premio Fellowship of the British Academy. Está casada con el escritor Robert Macfarlane. 

## Biografía
Lovell es profesora de historia china moderna y literatura  en Birkbeck, Universidad de Londres, donde su investigación se ha centrado principalmente en la relación entre cultura (específicamente, literatura, arquitectura, historiografía y deporte) y la construcción de la nación china moderna.  
Los libros de Lovell incluyen Política del Capital Cultural: La Búsqueda de un Premio Nobel de Literatura de China (Universidad de Hawái Press, 2006); La Gran Muralla: China contra el mundo 1000 AC-AD 2000 (Atlantic Books, 2006); y La Guerra del Opio: Drogas, Sueños y Creando China (Picador, 2011). 
Lovell es, también, traductora literaria. Sus traducciones incluyen obras de Lu Xun, Han Shaogong, Eileen Chang y Zhu Wen. El libro de Zhu Wen, Amo los dólares y otras historias de China, que Lovell tradujo, fue finalista del Premio Kiriyama en 2008. Su libro La Guerra del Opio: Drogas, Sueños y Creando China ganó el Premio Jan Michalski de Literatura. Fue el primer libro de no ficción en ganar este premio.  
En 2010, fue galardonada con el Premio Philip Leverhulme en la categoría de historia medieval, moderna y contemporánea.  Estos premios se otorgan a jóvenes académicos que han hecho una contribución significativa a su campo de trabajo. 
Lovell ha escrito artículos sobre China para The Guardian, The Times (Londres), The Economist y The Times Literary Supplement.

## Recepción
El libro de Lovell La Guerra del Opio: Drogas, Sueños y Creando China fue extensamente criticado, tanto en revistas académicas como en la prensa. Matthew W. Mosca, en el Journal of Asian Studies, escribió que la guerra del Opio "alguna vez estuvo entre los eventos más estudiados en la historia de China", pero el interés disminuyó notablemente. Lovell, según Mosca, sugirió que todavía había agujeros en el vocabulario inglés y que el interés académico y popular chino en la guerra había, en todo caso, crecido. El escritor concluye, "Lovell está en lo cierto sobre que la Guerra del Opio, aunque fue un evento relevante, ha sido curiosamente descuidada en la enseñanza occidental" y que el de la escritora es "el único libro que trata en su totalidad sobre la historia del conflicto en inglés, escrito por una autora que consulta directamente fuentes chinas y occidentales ". Mosca señaló que en el libro se dedica mucho espacio a explicar cómo la política del siglo XX, especialmente bajo el gobierno del Partido Nacionalista de Chiang Kai-shek, utilizó estos eventos para construir un sentimiento patriótico. La profesora de la Universidad de Oxford, Rana Mitter, escribió en The Guardian que el libro de Lovell "es parte de una tendencia por comprender el imperio británico y el papel de China en él", y que el "sentido de una tragedia en desarrollo, explicable pero inexorable, recorre el libro, haciendo que sea una lectura apasionante y también importante ". Un crítico de The Economist, en su crítica sobre el libro, dijo: "El excelente nuevo libro de Julia Lovell explora por qué este período de la historia es tan emocionalmente importante para los chinos" y "más importante" explica "cómo China convirtió las Guerras del Opio en un mito fundador de su lucha por la modernidad."
Jeffrey Wasserstrom escribió en la revista Time que la traducción de Lovell de las obras de Lu Xun "podría considerarse el Penguin Classic más significativo jamás publicado".

## Premios y honores
- 2010 Premio Philip Leverhulme
- 2012 Premio Jan Michalski de Literatura, ganadora, La guerra del opio: drogas, sueños y la fabricación de China
- 2019 Premio Baillie Gifford, preseleccionada
- 2019 elegida miembro de la Academia Británica
- 2019 Premio de historia de Cundill, ganadora, maoísmo[6]

## Trabajos seleccionados
- Lovell, Julia (2006). Política del Capital Cultural: La Búsqueda de un Premio Novel de Literatura de China. Honolulu: Universidad de Hawai*i Press. ISBN 978-0824829629.
- Lovell, Julia (2006). The Great Wall : China against the World, 1000 BC-Ad 2000. New York; Berkeley, Calif.: Grove Press. ISBN 978-0802118141.
- Lovell, Julia (2011). Opium War. London: Picador. ISBN 9780330537858.
- Lovell, Julia (2019). Maoism: A Global History. New York: Knopf. ISBN 9780525656043.

## Traducciones
- Han, Shaogong (2003). Un Diccionario de Maqiao. Nueva York: Universidad de Columbia Press. ISBN 978-0231127448. (requiere registro).
- Zhu, Wen (2007). Me Gustan los Dólares y Otras Historias de China. Nueva York: Universidad de Columbia Press. ISBN 978-0231136945.
- Zhang, Ailing (2007). Lust, Caution : The Story. New York: Anchor Books. ISBN 978-0307387448.
- Yan, Lianke (2007). Serve the People!. New York, NY: Black Cat. ISBN 9780802170446.
- Lu, Xun (2009). The Real Story of Ah-Q and Other Tales of China : The Complete Fiction of Lu Xun. London; New York: Penguin. ISBN 9780140455489.